# Las Vegas (Venezuela)
Las Vegas é uma cidade venezuelana, capital do município de Rómulo Gallegos (Cojedes).